# Muhammad bin Abdul-Aziz herceg nemzetközi repülőtér
A Muhammad bin Abdul-Aziz herceg (arab nyelven: مطار الأمير محمد بن عبد العزيز الدولي) (IATA: MED, ICAO: OEMA) Szaúd-Arábia negyedik legnagyobb és legforgalmasabb nemzetközi repülőtere, mely Medina közelében található.  Éves utasforgalma 6 340 684 fő (2022).

## Forgalom
Az utasforgalom az elmúlt években az alábbi módon változott:
| Utasok száma | 3 053 000 | 3 507 000 | 3 294 000 | 4 738 000 | 6 338 000 | 6 306 000 | 7 805 295 | 8 383 973 | 2 247 905 | 6 340 684 |
|              | 2007      | 2009      | 2010      | 2012      | 2014      | 2015      | 2017      | 2019      | 2020      | 2022      |

## Légitársaságok és célállomások
2023-ban a Muhammad bin Abdul-Aziz herceg nemzetközi repülőtérről az alábbi járatok indulnak:
| Légitársaság                    | Célállomások |
| ------------------------------- | --- |
| Aero Nomad Airlines             | Szezonális Charter: Bishkek |
| Air Algerie                     | Szezonális: Algiers |
| Air Arabia                      | Alexandria, Sharjah |
| AirAsia X                       | Szezonális: Kuala Lumpur–International |
| Air Cairo                       | Alexandria, Assiut, Sohag |
| Air China                       | Szezonális: Beijing–Capital, Lanzhou, Yinchuan |
| Air India                       | Szezonális: Delhi, Kolkata, Kozhikode, Mangalore, Srinagar |
| Air Manas                       | Szezonális: Bishkek, Osh |
| AnadoluJet                      | Istanbul–Sabiha Gökçen |
| Biman Bangladesh Airlines       | Chittagong, Dhaka |
| EgyptAir                        | Alexandria, Cairo Szezonális: Sharm El Sheikh |
| Emirates                        | Dubai–International |
| Ethiopian Airlines              | Addis Ababa |
| flyadeal                        | Dammam, Riyadh |
| Fly Baghdad                     | Baghdad, Erbil, Kirkuk, Najaf, Sulaimaniyah |
| flydubai                        | Dubai–International |
| Flynas                          | Abha, Algiers, Bahrain, Cairo, Dammam, Dubai–International, Hofuf, Jeddah, Khartoum, Kuwait City, Muscat, Riyadh, Sharjah |
| Freebird Airlines               | Szezonális Charter: İzmir |
| Garuda Indonesia                | Jakarta–Soekarno-Hatta Szezonális: Banda Aceh, Jakarta–Halim Perdanakusuma, Medan, Solo, Surabaya |
| Gulf Air                        | Bahrain |
| Iran Air                        | Szezonális: Ahvaz, Ardabil, Bandar Abbas, Birjand, Bushehr, Gorgan, Hamadan, Isfahan, Kerman, Mashhad, Rasht, Sari, Shiraz, Tabriz, Tehran–Imam Khomeini, Urmia, Yazd, Zahedan, Zanjan |
| Iraqi Airways                   | Szezonális: Baghdad |
| Jazeera Airways                 | Kuwait City |
| Kam Air                         | Kabul |
| Kuwait Airways                  | Kuwait City |
| Lion Air                        | Szezonális: Banda Aceh, Jakarta–Halim Perdanakusuma, Jakarta–Soekarno-Hatta, Makassar, Padang, Pekanbaru, Surabaya |
| Malaysia Airlines               | Kuala Lumpur–International Szezonális: Alor Setar, Johor Bahru, Kuala Terengganu, Penang |
| Middle East Airlines            | Szezonális: Bejrút |
| Nesma Airlines                  | Ha'il |
| Oman Air                        | Muscat |
| Pakistan International Airlines | Faisalabad, Islamabad, Karachi, Lahore, Multan |
| Pegasus Airlines                | Istanbul–Sabiha Gökçen |
| Qatar Airways                   | Doha |
| Qeshm Air                       | Szezonális: Tehran–Imam Khomeini |
| Royal Air Maroc                 | Casablanca Szezonális: Agadir, Fez, Marrakech, Oujda, Rabat, Tangier |
| Royal Jordanian                 | Amman–Queen Alia |
| Salam Air                       | Muscat |
| Saudia                          | Abha, Abu Dhabi, Alexandria, Algiers, Ankara, Baghdad, Bahrain, Cairo, Casablanca, Dammam, Dhaka, Dubai–International, Gassim, Istanbul, Jakarta–Soekarno-Hatta, Jeddah, Kano, Karachi, Kuala Lumpur–International, Kuwait, Lahore, Medan, Muscat, Peshawar, Surabaya, Tabuk Szezonális: Agadir, Delhi, Fez, Frankfurt, Genf, Izmir, Jakarta–Halim Perdanakusuma, Karachi, Khartoum, Kolkata, Kozhikode, London–Heathrow, Makassar, Marrakech, Mashhad, Milan–Malpensa, Mumbai, John Fitzgerald Kennedy nemzetközi repülőtér, Oujda, Padang, Rabat, Róma–Fiumicino, Tabriz, Tangier, Tehran–Imam Khomeini, Washington Dulles nemzetközi repülőtér |
| SCAT Airlines                   | Szezonális: Almaty |
| Serene Air                      | Islamabad |
| SpiceJet                        | Szezonális: Kozhikode, Srinagar |
| Tunisair                        | Szezonális: Tunis |
| Turkish Airlines                | Istanbul Szezonális: Ankara, Antalya, Denizli, Gaziantep, İzmir |
| Utair                           | Szezonális: Magas, Makhachkala, Kazan |
| Uzbekistan Airways              | Szezonális: Tashkent |
| Wizz Air                        | Abu Dhabi |

## Futópályák
A repülőtér futópályái:
- 17/35 (4335 m, 60 m, aszfalt)
- 18/35 (3050 m, 45 m, aszfalt)